# Mořic Pícha

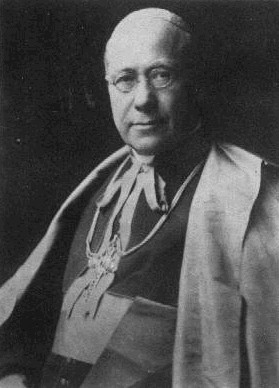
Mořic Pícha

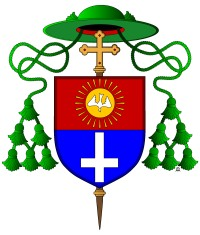
Wappen Mořic Pícha, Bischof von Königgrätz (1931–1956)

Mořic Pícha (italienisch Maurizio Picha) (* 18. April 1869 in Šebetov; † 13. November 1956) war Bischof von Königgrätz.

## Werdegang
Mořic Pícha studierte in Rom Theologie und erwarb den theologischen Doktorgrad. Nach  der Priesterweihe 1893 war er zunächst seelsorglich tätig. 1897 wurde er Zeremoniär der Prager Erzbischöfe. Erzbischof Leo Skrbenský von Hříště ernannte ihn zu seinem Geheimsekretär. 1912 wurde er Kanoniker des Prager Domkapitels, später Kanzler des erzbischöflichen Konsistoriums, General- und Kapitularvikar. Er verfasste mehrere Aufsätze aus dem Bereich des Kirchenrechts. Für seine Verdienste wurde er 1921 zum Apostolischen Protonotar ernannt.

## Bischof von Königgrätz
Nach der Erhebung des Königgrätzer Bischofs Karel Kašpar zum Erzbischof von Prag wurde Mořic Pícha am 22. Oktober 1931 zu dessen Nachfolger ernannt und einen Monat später im Prager Veitsdom von seinem Vorgänger Karel Kašpar geweiht. Nach der Amtsübernahme kümmerte er sich neben seelsorglichen Aufgaben um die religiöse und karitative Entwicklung seines Sprengels. Der Königgrätzer Dom und andere Kirchen der Diözese wurden instand gesetzt und renoviert.
Nach dem Zweiten Weltkrieg wurde durch staatliches Dekret das Vermögen der Katholischen Kirche im Gebiet des ehemaligen Sudetenlandes konfisziert. Dazu gehörte auch das zum Bistum Königgrätz gehörende Benediktinerkloster in Braunau. Vergeblich protestierte Mořic Pícha mit Schreiben vom 25. März 1946 gegen diese Maßnahme. Durch die staatlichen Reformen wurden u. a. die der Diözese gehörende Herrschaft Skály und das bischöfliche Schloss in Chrast enteignet. Nach der Machtübernahme durch die Kommunisten 1948 wurde der fast achtzigjährige Mořic Pícha von den staatlichen Geheimdiensten der damaligen Tschechoslowakei überwacht und Anfang 1950 in seiner Bischofsresidenz interniert. Die Amtsausübung wurde ihm untersagt. Trotzdem weihte er am 30. April 1950 geheim und ohne Zustimmung der staatlichen Behörden seinen möglichen Nachfolger Karel Otčenášek. In den folgenden Monaten wurden die Diözesanstrukturen zerstört, die kirchlichen Behörden und Einrichtungen liquidiert und sämtliche Klöster aufgelöst. Am 16. Oktober 1950 erklärten die staatlichen Behörden Mořic Pícha für abgesetzt und ernannten den Generalvikar Ladislav Hronek zum staatlich eingesetzten Administrator.
Mořic Pícha starb im Alter von 87 Jahren. Er wurde am Friedhof von Chrašice beigesetzt. Der bereits 1950 geweihte Nachfolger Karel Otčenášek konnte das Bischofsamt erst nach der politischen Wende von 1989 antreten.